# Sofie Skoog
Sofie Natalie Skoog, född 7 juni 1990 i Malung, är en svensk friidrottare som tävlar i höjdhopp. Hon har under 2010-talet vunnit ett antal medaljer på SM samt deltagit i internationella mästerskap. Skoog tävlar för IF Göta och tränas av Stefan Holm.

## Karriär
Vid inomhus-EM i Prag 2015 hoppade Skoog 1,87 m vilket var säsongsbästa, men det räckte inte till final. Hon satte personligt rekord utomhus (1,92 meter) när hon tog guld vid SM 2015 vilket ledde till att hon kvalificerade sig för världsmästerskapen i friidrott 2015. Vid VM blev hon dock utslagen i kvaltävlingen efter att ha hoppat 1,89 (1,92 skulle ha räckt för final).
Vid inomhusvärldsmästerskapen 2016 i Portland, Oregon kom Skoog på femte plats med 1,93 m, vilket var en centimeter under det personbästa inomhus, som hon satte när hon hoppade 1,94 m i en tävling i Växjö i februari. Vid Europamästerskapen i Amsterdam i juli kom hon på nionde plats med 1,89 m. Vid OS 2016 satte hon personligt rekord utomhus med 1,94 m, vilket var kvalgränsen för att gå till final i tävlingen. I finalen klarade hon 1,93 m och slutade på sjunde plats.
Sofie Skoog blev uttagen till VM 2017 i London men slogs ut i kvalet efter att ha tagit 1,89.

## Utmärkelser
Sofie Skoog belönades år 2017 med Stora grabbars och tjejers märke nummer 552.

## Personliga rekord
| Utomhus - Höjdhopp – 1,94 (Rio de Janeiro, Brasilien 18 augusti 2016) - Tresteg – 11.05 (Göteborg, Sverige 20 juni 2012) | Inomhus - Höjdhopp – 1,94 (Växjö, Sverige 13 februari 2016) |

### Fotnoter
1. 1 2 3  ”Personsida på European Athletics' webbplats” (på engelska). european-athletics.org. http://www.european-athletics.org/athletes/group=s/athlete=129152-skoog-sofie/index.html. Läst 11 oktober 2019.
2. ↑  ”Stora SM 2012, dag 2”. swedishtiming.se. Arkiverad från originalet den 30 augusti 2012. https://web.archive.org/web/20120830084623/http://www.swedishtiming.se/resultat/120825.htm. Läst 16 april 2013.
3. ↑  ”Stora SM 2013, dag 4”. trackandfield.se. Arkiverad från originalet den 4 september 2013. https://web.archive.org/web/20130904001146/http://www.trackandfield.se/resultat/2013/130901.htm. Läst 2 september 2013.
4. ↑  ”Stora SM 2015, dag 3”. trackandfield.se. http://www.trackandfield.se/resultat/2015/150809.htm. Läst 31 oktober 2015.
5. ↑  ”Stora SM 2016”. Arkiverad från originalet den 23 augusti 2017. https://web.archive.org/web/20170823210252/http://212.247.216.72/friidrott/sm16/Resultat.php. Läst 1 november 2016.
6. ↑  ”Stora SM 2017”. Arkiverad från originalet den 2 oktober 2017. https://archive.today/20171002101026/http://www.trackandfield.se/resultat/2017/170825_27.htm. Läst 1 oktober 2017.
7. ↑  ”Stora SM 2018”. http://www.trackandfield.se/resultat/2018/180824.htm. Läst 5 september 2018.
8. ↑  ”Friidrotts-SM 2019 Karlstad”. Arkiverad från originalet den 2 september 2019. https://web.archive.org/web/20190902083413/http://212.247.216.72/friidrott/sm19/result_t.php. Läst 17 september 2019.
9. ↑  ”Resultat: Friidrotts-SM, Uppsala 14‐16.8.20”. friidrottsstatistik.se. https://www.friidrottsstatistik.se/resultsswe.php?CID=12968582&Season=2020. Läst 1 september 2020.
10. ↑  ”Friidrotts-SM, Borås 27-29.8.21”. friidrottsstatistik.se. https://www.friidrottsstatistik.se/resultsswe.php?CID=12994166&Season=2021. Läst 29 augusti 2021.
11. ↑  ”Stora inne-SM 2014 dag 1, resultat”. trackandfield.se. http://www.trackandfield.se/resultat/2014/140222.htm. Läst 14 januari 2015.
12. ↑  ”Stora inne-SM 2015, resultat”. archive.is. Arkiverad från originalet den 22 februari 2015. https://archive.is/20150222161525/http://livetiming.se/track/ism15/. Läst 29 mars 2015.
13. ↑  ”Stora inne-SM 2016, resultat”. livetiming.se. http://livetiming.se/track/ism16/. Läst 26 maj 2016.
14. ↑  ”ISM i friidrott - Växjö 25-26 februari 2017”. telekonsultarena.se. Arkiverad från originalet den 3 september 2017. https://web.archive.org/web/20170903123052/http://telekonsultarena.se/resultat/ISM17/Resultat.php. Läst 7 mars 2017.
15. ↑  ”ISM 2018 2018-02-27”. primawebb.se. Arkiverad från originalet den 28 februari 2018. https://web.archive.org/web/20180228042650/http://primawebb.se/giffri/ism2018/Results_Total.html. Läst 27 februari 2018.
16. ↑  ”Inomhus-SM 2019”. liveresults.se. https://liveresults.se/competition/inomhus-sm-2019?tab=results. Läst 17 februari 2019.
17. ↑  ”ISM 2020 Växjö 22-23 februari”. telekonsultarena.se. https://telekonsultarena.se/resultat/ISM20/Resultat.php. Läst 29 februari 2020.
18. ↑  ”Resultat: Inomhus-SM, Malmö/A 19‐21.2.21 Inne”. friidrottsstatistik.se. https://www.friidrottsstatistik.se/resultsswe.php?CID=12976657&Season=2021. Läst 23 juli 2021.
19. 1 2 3 4 5  ”Personsida hos IAAF” (på engelska). iaaf.org. https://www.iaaf.org/athletes/sweden/sofie-skoog-278931. Läst 11 oktober 2019.
20. ↑  Sveriges befolkning 2000, Version 1.03, Sveriges Släktforskarförbund: Skog, Sofie Natalie
21. ↑  ”IF Göta Karlstad – Sofie Skoog”. IF Göta. http://ifgota.se/traning/elitaktiva/sofie-skoog/.
22. ↑  ”European Athletics Indoor Championships - Prague 2015” (på engelska). european-athletics.org. http://www.european-athletics.org/competitions/european-athletics-indoor-championships/history/year=2015/results/index.html. Läst 23 augusti 2017.
23. ↑  ”Efter SM-succén – nu är Skoog VM-klar”. Aftonbladet. http://www.aftonbladet.se/sportbladet/friidrott/article21237883.ab.
24. ↑  ”High Jump Women 15th IAAF World Championships Beijing (National Stadium), PR of China 22 Aug 2015 - 30 Aug 2015” (på engelska). iaaf.org. https://www.iaaf.org/results/iaaf-world-championships-in-athletics/2015/15th-iaaf-world-championships-4875/women/high-jump/qualification/result. Läst 9 januari 2017.
25. ↑  ”High Jump Women IAAF World Indoor Championships Portland (Oregon Convention Center), OR, United States 17 Mar 2016 - 20 Mar 2016” (på engelska). iaaf.org. https://www.iaaf.org/results/iaaf-world-indoor-championships/2016/iaaf-world-indoor-championships-5681/women/high-jump/final/series. Läst 21 januari 2017.
26. ↑  Fridell, Magnus (21 mars 2016). ”Två strålande höjdhopperskor”. svenskfriidrott.se. Arkiverad från originalet den 2 februari 2017. https://web.archive.org/web/20170202065641/http://www.friidrott.se/nyheter.aspx?id=19379. Läst 21 januari 2017.
27. ↑  ”European Athletics Championships - Amsterdam 2016” (på engelska). european-athletics.org. http://www.european-athletics.org/competitions/european-athletics-championships/history/year=2016/results/. Läst 29 december 2016.
28. ↑  Fridell, Magnus (7 juli 2016). ”Sofie Skoog nia i Europa”. svenskfriidrott.se. Arkiverad från originalet den 11 februari 2017. https://web.archive.org/web/20170211080727/http://www.friidrott.se/nyheter.aspx?id=19745. Läst 10 februari 2017.
29. ↑  Julin, A. Lennart (18 augusti 2016). ”OS7: Sofies bästa någonsin - klar för OS-final!”. svenskfriidrott.se. Arkiverad från originalet den 25 augusti 2016. https://web.archive.org/web/20160825224536/http://www.friidrott.se/nyheter.aspx?id=19993. Läst 3 november 2019.
30. ↑  ”High Jump Women - The XXXI Olympic Games Brazil Rio De Janeiro, Brazil 05 Aug 2016 - 21 Aug 2016” (på engelska). iaaf.org. https://www.iaaf.org/results/olympic-games/2016/the-xxxi-olympic-games-5771/women/high-jump/final/result. Läst 30 december 2016.
31. ↑  Julin, A. Lennart (21 augusti 2016). ”OS9: Sofie 7:a i höjdfinalen”. svenskfriidrott.se. Arkiverad från originalet den 25 augusti 2016. https://web.archive.org/web/20160825205519/http://www.friidrott.se/nyheter.aspx?id=20009. Läst 3 november 2019.
32. ↑  ”High Jump Women IAAF World Championships London 2017 (Olympic Stadium), Great Britain & N.I. 04 Aug 2017 - 13 Aug 2017” (på engelska). iaaf.org. https://www.iaaf.org/results/iaaf-world-championships-in-athletics/2017/iaaf-world-championships-london-2017-5151/women/high-jump/qualification/result. Läst 9 april 2019.
33. ↑  Hedman, Jonas (10 augusti 2017). ”Inget flyt för Sofie och Erika”. friidrott.se. Arkiverad från originalet den 22 september 2023. https://web.archive.org/web/20230922095825/https://arkiv.friidrott.se/nyheter.aspx?id=21288. Läst 9 april 2019.
34. ↑  ”Stora grabbars märke”. friidrott.se. Arkiverad från originalet den 31 mars 2016. https://web.archive.org/web/20160331202525/http://www.friidrott.se/historik/storagrabbar.aspx. Läst 16 februari 2019.